# 竹脇無我
竹脇無我（1944年2月17日—2011年8月6日），出生于日本千葉縣我孫子市，播音員竹脇昌作第三子，毕业于青山學院大學法律系。父親自殺、二哥死，大哥半失明，竹脇成為經濟支柱。出名于电影《柔道龍虎榜》。
2011年8月6日，東京時間下午2時05分左右因腦出血逝世，享年67歲。

## 劇集(部份)
- 《佳偶天成(三口之家)》（1968年）
- 《水戶黃門》（1969-2010年）
- 《柔道龍虎榜》（1970年）
- 《二人世界》（1971年）
- 《幸福》（1980年）
- 《新選組》（1987年）
- 《等你說愛我2》（2001年）
- 《黃金保齡》（2002年）

## 電影(部份)
- 《他們決定前行》（1960年）
- 《乾花》（1964年）
- 《暗殺》（1964年）
- 《神火101》（1966年）
- 《年輕社長 Rainbow作戰》（1967年）
- 《虹之中的 Lemon》（1968年）
- 《柔道龍虎榜》（1970年）
- 《青春大全集》（1970年）
- 《球形之荒野》（1975年）
- 《水戶黃門》（1978年）
- 《大奧》（2010年）